# Don Patinkin
Don Patinkin (en hebreo : דן פטינקין) (8 de enero de 1922 - 7 de agosto de 1995) fue un economista monetario israelí / estadounidense y el presidente de la Universidad Hebrea de Jerusalén.

## Biografía
Patinkin nació el 8 de enero de 1922, en Chicago, en el seno de una familia de emigrantes judíos de Polonia. Mientras cursaba sus estudios universitarios en la Universidad de Chicago, también estudió el Talmud en el Colegio de Teología Hebrea en Chicago. Continuó en Chicago sus estudios de posgrado, obteniendo un Ph.D. en 1947 bajo la supervisión de Oskar R. Lange. Patinkin era un sionista radical y, mientras hacía sus estudios de posgrado, ya tenía previsto emigrar a Palestina. En su investigación de posgrado, estudió economía palestina, con el objetivo de fortalecer su deseo de emigración, aunque no completó su tesis sobre este tema. Después de graduarse, ocupó los cargos de profesor en la Universidad de Chicago y la Universidad de Illinois hasta que logró emigrar a Israel en 1949, donde fue contratado por la Universidad Hebrea de Jerusalén. En 1956 fue nombrado director de investigación del Instituto Falk para la Investigación Económica, que fue establecido por Simon Kuznets con el apoyo de la Fundación Falk. Permaneció en la Universidad Hebrea durante el resto de su carrera y fue presidente de la universidad de 1982 a 1986, pero renunció debido al mal estado de las finanzas de la universidad.  Se retiró en 1989 y murió el 7 de agosto de 1995 en Jerusalén.

## Investigación
El trabajo de Patinkin exploró algunas de los microfundamentos de la macroeconomía keynesiana, particularmente el papel de la demanda de dinero. Su monografía Dinero, interés y precios (1956) fue durante muchos años una de las referencias avanzadas más utilizadas en la economía monetaria.
Huw Dixon cree que: "Dinero, interés y precios es quizás tan importante en su visión como la Teoría General de Keynes. Mientras que el segundo tiene una mayor abundancia de originalidad, el primero tiene una mayor claridad de comprensión y expresión formal. Don Patinkin expone su teoría del mercado laboral y la noción correspondiente del equilibrio del pleno empleo en solo tres páginas de Dinero, interés y precios (en la edición de 1965, pp. 127–30).  Estas páginas merecen una gran atención ya que establecen el modelo del mercado laboral que se convirtió en la base estándar para la curva de oferta agregada en el modelo de demanda agregada / oferta agregada (AD / AS). Aunque el propio Patinkin no formuló la representación de AD / AS, está implícito en su Dinero, interés y precios ". 

## Publicaciones
- "Mercantilism and the Readmission of Jews in England", 1946, Jewish Social Studies
- "Multiple-Plant Firms, Cartels and Imperfect Competition", 1947, QJE.
- "Relative Prices, Say's Law, and the Demand for Money", 1948, Econometrica.
- "Price Flexibility and Full Employment", 1948, AER.
- "The Indeterminacy of Absolute Prices in Classical Economic Theory", 1949, Econometrica.
- "Involuntary Unemployment and the Keynesian Supply Function", 1949, EJ.
- "A Reconsideration of the General Equilibrium Theory of Money", 1950, RES.
- "The Invalidity of Classical Monetary Theory", 1951, Econometrica.
- "Further Considerations of the General Equilibrium Theory of Money", 1951, RES.
- "The Limitations of Samuelson's `Correspondence Principle'", 1952, Metroeconomica.
- "Wicksell's `Cumulative Process'", 1952, EJ.
- "Dichotomies of the Pricing Process in Economic Theory", 1954, Economica.
- "Keynesian Economics and the Quantity Theory", 1954, in Kurihara, editor, Post-Keynesian Economics.
- "Monetary and Price Developments in Israel", 1955, Scripta Hierosolymitana.
- "Money, Interest and Prices: An integration of monetary and value theory", 1956.
- "Liquidity Preference and Loanable Funds: Stock and flow analysis", 1958, Economica.
- "Secular Price Movements and Economic Development: Some theoretical aspects", in Bonne, editor, The Challenge of Development.
- "The Israel Economy: The first decade", 1959.

## Otras lecturas
- R. Dimand (2008), Monetary economics, history of, article in The New Palgrave Dictionary of Economics
- N. Liviatan (2006), Don Patinkin's contribution to monetary theory Archivado el 28 de noviembre de 2011 en Wayback Machine., Israel Economic Review
- D. Rozborilova (2003), Profiles of World Economists: Don Israel Patinkin